# 川尻幸由
川尻 幸由（かわじり ゆきよし）は、株式会社エイト日本技術開発顧問。同社では技術本部長 国際事業本部長（経営管理本部長）同兼常務執行役員、海外事業統括（国際事業本部長）取締役兼常務執行役員、常勤監査役（取締役海外事業統括担当）を歴任。ランドスケープコンサルタンツ協会理事、総務委員/副会長を歴任。
2016年第38回日本公園緑地協会北村賞受賞。平成11～12年度日本造園学会関東支部副支部長。
著書に『環境都市計画事典』（共著、朝倉書店／2005年）

## 参考
- http://www.ej-hds.co.jp/pdf/20190808.pdf
- http://www.yashio-h.metro.tokyo.jp/pdf/2009YashioAssistance42.pdf
- https://www.city.ota.tokyo.jp/seikatsu/sumaimachinami/machizukuri/keikan/shingikai/dai7kaikeikannsinngikai.files/shiryou1.pdf
- https://www.meti.go.jp/committee/summary/0004670/004_01_00.pdf